# CERGOP
CERGOP (Central Europe Regional Geodynamics Project - Projekt Geodynamiczny Europy Środkowej) – projekt mający zapewnić wszystkim jego uczestnikom geodynamiczną sieć odniesienia dla Europy Środkowej. 
W projekcie uczestniczą następujące kraje: Austria, Chorwacja, Czechy, Niemcy, Węgry, Włochy, Polska, Rumunia, Słowacja, Słowenia oraz Ukraina. 
Projekt jest wynikiem wspólnej inicjatywy węgiersko-polskiej i jest realizowany pod wspólnym węgiersko-polskim kierownictwem. Główne cele naukowe projektu CERGOP pokrywają w pewnej mierze cele projektu Extended SAGET, choć niektóre zadania projektu CERGOP zostały inaczej sformułowane. W wyniku realizacji projektu zostanie założona europejska sieć CEGRN (Central European Geodynamic Reference Network). Ponadto w projekcie proponuje się realizowanie kompleksowych badań geodynamicznych, dla których sieć CEGRN będzie jednorodną ramą.
Przewiduje się w ramach projektu CERGOP wykorzystanie następujących technik pomiarowych:
- laserowych pomiarów satelitarnych (SLR),
- pomiarów GPS,
- pomiarów precyzyjnej niwelacji,
- pomiarów grawimetrycznych.

W zakresie organizacji projektu ustanowiono 3 ośrodki opracowania danych, w tym jeden w Warszawie (w Instytucie Geodezji Wyższej i Astronomii Geodezyjnej Politechniki Warszawskiej).